# Universidade de Pernambuco
A Universidade de Pernambuco (UPE) é uma universidade pública estadual multicampi, situada no Estado de Pernambuco, Brasil. Originalmente Fundação de Ensino Superior de Pernambuco (FESP), foi fundada no ano de 1965.
Atualmente, a universidade oferece 59 cursos de graduação, 24 cursos de mestrado, 13 cursos de doutorado e 104 cursos de pós-graduação Lato Sensu. Todo ano quase 4 mil vagas dos cursos de graduação da UPE são ofertadas no Exame Nacional do Ensino Médio (Enem) e no Sistema Seriado de Avaliação (SSA). A concorrência é de cerca de 12 candidatos por vaga, em geral.
Em 2024, a UPE foi classificada como a 14ª melhor instituição estadual do Brasil no Times Higher Education University Rankings (THE). Além disso, foi considerada a 42ª melhor universidade do Brasil e a melhor universidade estadual do Norte-Nordeste do país no ranking da Folha de S.Paulo em 2024.

## História
Em 1965, as faculdades de Ciências Médicas de Pernambuco (fundada em 1950), de Odontologia de Pernambuco (1955), de Enfermagem Nossa Senhora das Graças (1945), de Ciências da Administração de Pernambuco (1965) se uniram com a Escola Politécnica de Pernambuco (1912) para formar o núcleo inicial da Fundação de Ensino Superior de Pernambuco - FESP, que viria a se transformar, no início da década de 1990, na Universidade de Pernambuco, adquirindo caráter público e assumindo o seu papel social.
Viriam, ainda, na década de 1970 se juntar a Escola Superior de Educação Física (fundada em 1946) e as Faculdades de Formação de Professores de Garanhuns (1966), de Nazaré da Mata (1966) e de Petrolina (1968).
Em 1976 foi criado o Instituto de Ciências Biológicas, como unidade centralizadora das disciplinas básicas dos cursos de Medicina, Odontologia, Enfermagem e Educação Física.
Desta forma, a UPE possui campus descentralizado e espalhado por diversas cidades do estado (Arcoverde, Caruaru, Garanhuns, Nazaré da Mata, Palmares, Petrolina, Salgueiro e Serra Talhada, além de haver implantado cursos à distância de Administração Pública, Ciências Biológicas (Licenciatura em Biologia), Letras e Pedagogia nos municípios de Fernando de Noronha, Floresta, Garanhuns, Nazaré da Mata, Ouricuri, Palmares, Petrolina, Surubim e Tabira, além do município de Campina Grande, no vizinho estado da Paraíba.

## Estrutura
A estrutura da UPE é multicampi, formada pelas suas faculdades componentes, pró-reitorias, órgãos de apoio e o complexo hospitalar.

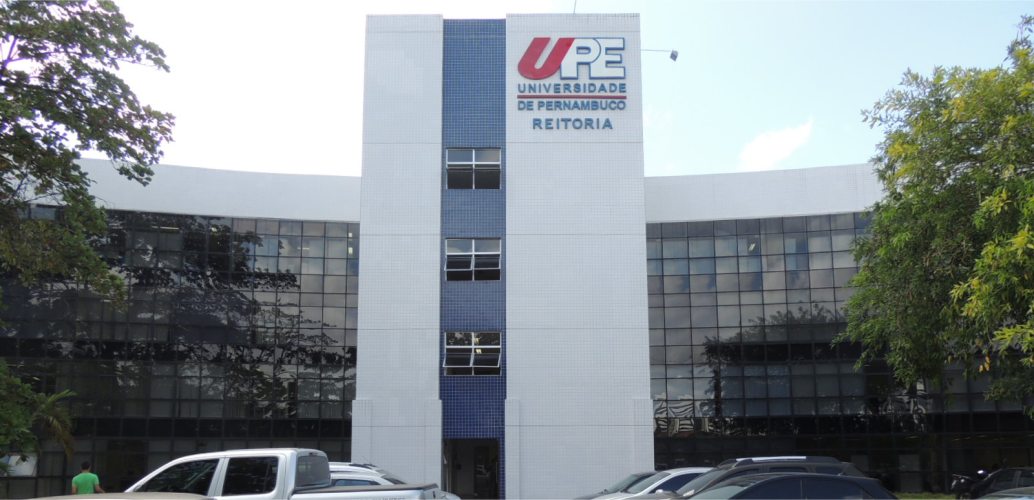
Reitoria da Universidade de Pernambuco

### Pró-Reitorias
- Pró-Reitoria de Extensão e Cultura - PROEC
- Pró-Reitoria de Graduação - PROGRAD
- Pró-Reitoria de Pós-Graduação e Pesquisa - PROPEGE
- Pró-Reitoria de Desenvolvimento Institucional e Extensão - PRODINE
- Pró-Reitoria Administrativa - PROADMI
- Pró-Reitoria de Planejamento - PROPLAN
- Procuradoria Jurídica - PROJUR

### Unidades de Apoio
- Centro Integrado de Saúde Amaury de Medeiros - CISAM (fundado em 1947)
- Hospital Universitário Oswaldo Cruz - HUOC (fundado em 1884)
- Pronto Socorro Cardiológico de Pernambuco - PROCAPE (fundado em 2006)
- Editora Universidade de Pernambuco - EDUPE
- Instituto de Inovação Tecnológica - IIT
- Instituto Confúcio (em parceria com a Universidade Central de Finanças e Economia da China - CUFE)

### Unidades Acadêmicas

#### Recife
- ESEF - Escola Superior de Educação Física
- FCAP - Faculdade de Ciências da Administração de Pernambuco
- FCM - Faculdade de Ciências Médicas de Pernambuco
- FENSG - Faculdade de Enfermagem Nossa Senhora das Graças
- FOP - Faculdade de Odontologia de Pernambuco
- ICB - Instituto de Ciências Biológicas
- Poli - Escola Politécnica de Pernambuco

#### Arcoverde
- UPE Campus Arcoverde

#### Caruaru
- FACITEC - Faculdade de Ciências e Tecnologia de Caruaru

#### Garanhuns
- FACETEG - Faculdade de Ciências, Educação e Tecnologia de Garanhuns

#### Nazaré da Mata
- FFPNM - Faculdade de Formação de Professores de Nazaré da Mata

#### Palmares
- UPE Campus Mata Sul

#### Petrolina
- FFPP - Faculdade de Formação de Professores de Petrolina

#### Salgueiro
- UPE Campus Salgueiro

#### Serra Talhada
- UPE Campus Serra Talhada

Polos Avançados de Educação a Distância
A UPE oferece, ainda, o programa de Educação a Distância (NEaD), aprovado pela Secretaria de Nacional de Educação a Distância do MEC, nos seguintes municípios:
- Campina Grande (Paraíba)
- Fernando de Noronha
- Floresta
- Garanhuns
- Nazaré da Mata
- Parnamirim
- Palmares
- Petrolina
- Surubim
- Tabira